# Castillo de Averhoff
El Castillo de Averhoff es una edificación suntuosa ubicada en el municipio Arroyo Naranjo, La Habana, Cuba. El mismo fue un regalo del magnate Ernesto Sarrá a su hija Celia Sarrá, en su  matrimonio con Octavio Averhoff (Coquito), quien fue rector de la  Universidad de La Habana y ministro del gobierno de Gerardo Machado.

## Historia

### Fundación
El narrador cubano Leonardo Padura Fuentes, describe en su libro El  viaje más largo que en una colina de la localidad de Mantilla, se  inauguró en 1917 una casona de recreo conocida como el Castillo de Averhoff.

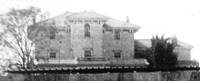
Castillo de Averhoff, Cuba.

### Arquitectura
La construcción de esta mansión de estilo señorial inglés en la Finca San Carlos, había comenzado en 1912; en ella se utilizaron piedras azules extraídas de una cantera cercana, las tejas fueron traídas desde Chicago, el granito y los mármoles desde Italia y la madera de Sudamérica.  El resultado fue una construcción de tres plantas, una para recibir visitas y organizar fiestas, otra para el uso de moradores y huéspedes, y la superior para albergar a los criados. El matrimonio solo venía al castillo por pequeñas temporadas y con muchos invitados, para realizar fiestas.

## Usos

### Antes de la revolución cubana de 1959
En el gobierno del dictador Gerardo Machado, Octavio Averhoff se convirtió en secretario de Instrucción Pública, para dedicarse a componer las arbitrariedades del régimen. Según afirma Padura en su libro, fue el  responsable del asesinato del líder estudiantil Rafael Trejo, cuando ordenó a Rafael Carrera, jefe de la policía, que impidiera el desfile de los universitarios el 30 de noviembre de 1930.
En el año 1933 con la caída del tirano, el castillo de Averhoff, recibió la ira popular, que su dueño esquivó huyendo al extranjero.
Hasta 1939 el edificio fue propiedad estatal, permaneciendo allí la 15 Estación de Caballería. Al ser devuelto a su dueño, su apoderado, el doctor Ricardo Lombart, puso la finca al cuidado de Pablo Cancio.

### Después de la revolución cubana de 1959
Tras la Revolución de 1959 se estableció en la casona una Unidad Militar y a partir de 1976 fue la sede del Comité Ejecutivo del Poder Popular de la antigua provincia La Habana, hasta que a fines del año 2010 con la división de La Habana en las provincias Mayabeque y Artemisa, dio paso a la Dirección Municipal de Educación de Arroyo Naranjo. A partir de septiembre de 2011 también radica allí el Instituto Preuniversitario Urbano Kim Il-sung.